# Tunji Awojobi
Tunji Awojobi, né le 30 juillet 1973 à Lagos, est un joueur nigérian de basket-ball, évoluant au poste d'ailier fort.

## Club
- 1993-1997 :  Université de Boston (NCAA)
- 1997-1998 : 
  -  Meysu Spor Kulübü
  -  Panathinaïkos
- été 1998 :  New Jersey Shorecast (USBL)
- 1998-1999 :  Kuşadası İstanbul
- été 1999 :  New Jersey Shorecast (USBL)
- 1999-2000 : 
  -  Grand Rapids Hoops (CBA)
  -  Salon-de-Provence (N1)
- été 2000 :  New Jersey Shorecast (USBL)
- 2000-2001 : 
  -  ESPE Basket Châlons-en-Champagne (Pro A)
  -  Cibona Zagreb
- été 2001 :  Pennsylvania Valleydowgs (USBL)
- 2001-2002 :  Union Olimpija
- 2002-2003 : 
  -  Imolos Andrea Costa (LegA Due)
  -  Maccabi Ironi Ramat Gan
- 2003-2004 :  Hapoël Jérusalem
- 2004-2005 :  Spirou Basket Club
- 2005-2006 :  Irony Ramat Gan
- 2006 :  Giv'at Shmuel
- 2007-2008 :  Hapoël Gilboa/Afoula

## Palmarès

### Club
- Coupe ULEB 2004

### Sélection nationale
- Championnat du monde
  - Participation au Championnat du monde 2006 au Japon
  - Participation au Championnat du monde 1998 en Grèce
- Championnat d'Afrique des nations
  - Participation au championnat d'Afrique des nations 1999

### Distinction personnelle
- Meilleur marqueur du championnat d'Afrique des nations 1999
- Élu dans le premier cinq du championnat d'Afrique des nations 1999